# Dyngstomberget
Dyngstomberget är ett naturreservat i Bjurholms kommun, ungefär 5 kilometer sydost om Örträsk, väster om Kroksjön. Det består av de tre skogbeklädda bergen Dyngstomberget, Blåbärsberget och Trollberget. I södra delen finns Trolltjärnen som omges av myrar och sumpskog. I reservatets östra delar ingår delar av Kroksjön.